# Джон Кі
Джон Кі (англ. John Phillip Key; нар. 9 серпня 1961, Окленд, Нова Зеландія) — новозеландський політик, лідер Національної партії Нової Зеландії з 2006 до 2016 року. Прем'єр-міністр Нової Зеландії з 19 листопада 2008 до 12 грудня 2016 року.

## Біографія

### Молодість
Джон Кі народився 9 серпня 1961 року в Окленді, в родині з досить скромним достатком. Його мати, Рут Лазар разом із іншими єврейськими біженцями 1939 року перебралася з Австрії до Великої Британії, а звідти до Нової Зеландії, вийшовши заміж за Джорджа Кі. 1967 року батько помер від серцевого нападу, сім'я збідніла, і Джона виховувала мати. Рут досі є активним членом новозеландської єврейської громади, яка налічує близько 5 тисяч осіб.
Спочатку Джон Кі навчався в школі Аорангі а Крайстчерчі, а пізніше в середній школі Бернсайд. 1981 року він закінчив Кентерберійський університет зі ступенем бакалавра комерції в галузі бухгалтерського обліку. У Гарвардському університеті Джон був слухачем курсів управління.

### Кар'єра в бізнесі та банківській сфері
1982 року Кі почав працювати аудитором у «McCulloch Menzies», а потім протягом двох років він був керівником проєкту в Крайстчерчі — фабрики з виробництва одягу «Lane Walker Rudkin».. Пізніше, Кі став працювати валютним дилером на фінансовій біржі у Веллінгтоні, і два роки по тому виріс до посади головного валютного трейдера, а 1988 року переїхав до Окленду для роботи у банківському тресті.
1995 року він приєднався до банку «Merrill Lynch» як голова азійського валютного ринку у Сінгапурі. Того ж року його призначили директором валютного ринку в Лондоні, де і став мільйонером, заробляючи на рік 2 мільйона 250 тисяч доларів США з бонусами, що становило приблизно 5 мільйонів новозеландських доларів за обмінним курсом 2001 року. У бізнес-колах Кі вважається людиною, яка досягла успіху завдяки своїй праці та інтелекту. Колеги прозвали його «усміхненим вбивцею» — за здатність, не втрачаючи життєрадісності і оптимізму, звільняти сотні співробітників через втрати від фінансової кризи 1998 року. Характерними рисами Джона Кі, також є амбітність, вміння оточувати себе потрібними людьми, впевненість у собі і неконфліктність, за що політичні опоненти назвали його «Слизький Джон» («Slippery John») і «Тефлоновий Кі». З 1999 по 2001 рік він був членом Комітету з валюти Федерального резервного банку Нью-Йорка.

### Політична кар'єра
1998 року, дізнавшись про його інтерес до політичної кар'єри, голова Національної партії Нової Зеландії Джон Слейтер почав активно просувати його. За шість років до того як висунутися на посаду прем'єра, Джон повернувся до Нової Зеландії.
Зростання населення Окленду, про що свідчить перепис 2001 року, призвело до створення нового виборчого округу Геленсвілл, що охоплює північний захід міської території Окленду. На виборах 2002 року Кі отримав місце в парламенті Нової Зеландії з більшістю у 1,705 голосів, випередивши лейбориста Гері Рассела. Кі з легкістю був переобраний на виборах 2005 року, заручившись підтримкою в 63 % голосів у Геленсвіллі, і на виборах 2008 року отримав 73 % голосів виборців.
2006 року Джон Кі очолив Національну партію Нової Зеландії. Свою першу промову як лідер опозиції Кі промовив 28 листопада 2006 року. У лютому 2007 року, Кі у своїй промові окреслив програму партії — забезпечити продуктами найбідніші школи Нової Зеландії.
25 липня 2008 року, Кі був вперше включений у список багатих людей Нової Зеландії за дослідженням National Business Review. За деякими оцінками, його статки становлять 50 млн. новозеландських доларів. І, отже, він є найбагатшим членом парламенту Нової Зеландії.

### Прем'єр-міністр
8 листопада 2008 року на 49-х загальнонаціональних парламентських виборах Національна партія Нової Зеландії здобула перемогу і Джон Кі обійняв посаду 38-го прем'єр-міністра Нової Зеландії 19 листопада 2008 року, змінивши лідера лейбористів Гелен Кларк. Під час виборчої кампанії Кі обіцяв прискорити зниження податків, збільшити допомогу людям, які втратили роботу, підвищити рівень вкладень в інфраструктуру, провести реформу освіти і почати боротьбу зі злочинністю. У своїй переможній промові в Окленді Джон Кі пригадав передвиборче гасло Барака Обами про те, що настав час змін і сказав, що «сьогодні Нова Зеландія висловилася, і вона висловилася за зміни». За словами Джона Кі, першочерговим завданням його кабінету стане забезпечення економічного зростання в країні в умовах світової фінансової кризи. 17 листопада Кі опублікував список членів нового уряду, в тому числі 20 міністрів кабінету і 8 міністрів поза кабінетом. Оскільки, Національна партія отримала менше половини місць у парламенті — 59 з 122, вона не могла створити уряд на власній основі. Після консультацій було досягнуто згоди про створення уряду з деякими партіями, у тому числі з партією маорі і партією «Єдине майбутнє Нової Зеландії». Заступником Кі і міністром фінансів став Білл Інгліш, який до 2003 року був лідером Національної партії, проте змушений був піти з цієї посади на користь Кі після поразки партії на виборах 2002 року. Новий уряд було приведено до присяги 19 листопада.
26 листопада 2011 року в Новій Зеландії пройшли парламентські вибори. Керівна Національна партія на чолі з Джоном Кі, отримала більшість голосів — 47,99 %, тим самим випередивши Лейбористську партію з 27,13 %. Унаслідок цього Джон Кі знову став прем'єр-міністром на другий термін. Лідер опозиції і глава Лейбористської партії Філ Гофф визнав поразку, заявивши, що його прихильникам буде не під силу сформувати уряд, а Кі приступив до переговорів про створення правлячої коаліції. У підсумку, Національна партія сформувала коаліцію з партією Об'єднане майбутнє Нової Зеландії і Асоціацією споживачів і платників податків, які набрали відповідно 0,62 % і 1,07 % голосів.
20 вересня 2014 року в Новій Зеландії пройшли парламентські вибори. Керівна Національна партія на чолі з Джоном Кі отримала більшість голосів — 48,06 %. Кі залишився на своїй посаді.
5 грудня 2016 оголосив про свою відставку з посади, посилаючись на особисті причини. 12 грудня 2016 новим лідером Національної партії був обраний заступник Джона Кі — Білл Інгліш, того ж дня він склав присягу як голова уряду.
Під час своєї щотижневої пресконференції, оголосив, що піде у відставку, формальною датою відставки він назвав 12 грудня. За час на посаді протягом восьми років отримав прізвисько «тефлоновий Джон», оскільки не був заплямований жодним великим скандалом. Упорався зі станом світової економічної кризи 2008 року, вивівши країну з рецесії..